# Libnotes basistrigata
Libnotes basistrigata är en tvåvingeart som först beskrevs av Alexander 1934.  Libnotes basistrigata ingår i släktet Libnotes och familjen småharkrankar. Inga underarter finns listade i Catalogue of Life.